# 錫爾冰原島峰
錫爾冰原島峰（Seal Nunataks）是南極洲的冰原島峰，位於南極半島的葛拉漢地東部，由16座冰原島峰組成，海拔高度368米，現時由南極條約體系管理。